# .mx
A .mx Mexikó internetes legfelső szintű tartomány kódja, melyet 1989-ben hoztak létre.

## Második szintű tartománykódok
- com.mx – kereskedelmi szervezeteknek.
- net.mx – internetszolgáltatóknak.
- org.mx – nonprofit szervezeteknek.
- edu.mx – oktatási intézményeknek.
- gob.mx – kormányzati intézményeknek.